# Cyardium granulatum
Cyardium granulatum es una especie de escarabajo longicornio del género Cyardium, tribu, Pteropliini, subfamilia, Lamiinae. Fue descrita por Breuning en 1980.

## Descripción
Mide 17 mm de longitud.

## Distribución
Se distribuye por Asia: Filipinas.